# 러시아의 국기
러시아의 국기(러시아어: Флаг России 플라그 로씨이[*])는 흰색, 파랑, 빨강을 넣은 3색기이며 비율은 2:3이다.

## 상징
- 괄호를 친 것은 전통적 상징을 적은 것이다.
- 하양 : (천상 세계) 고귀함, 진실, 고상함, 솔직함, 자유, 독립
- 파랑 : (하늘) 정직, 헌신, 순수, 충성
- 빨강 : (속세) 용기, 사랑, 자기 희생

## 규격과 색상
러시아의 국기 규격과 색상은 다음과 같다.

러시아의 국기 규격

| 색상 | 하양                  | 파랑               | 빨강                |
| ---- | --------------------- | ------------------ | ------------------- |
| RGB  | 255–255–255 (#FFFFFF) | 0–27–121 (#061B79) | 194–55–41 (#C23729) |

## 역사
네덜란드의 국기의 색인 하양, 파랑, 빨강에서 아이디어를 찾은 이 국기는 본래 상선에서 주로 게양하는 깃발이었다.
1705년 1월 20일, 표트르 1세의 명령에 따라 국기로서 최초로 인정되었으며 1917년까지 사용되었다. 국가 깃발은 1914년에 제정된 것으로, 왼쪽 상단에 문장을 넣은 것이었다. 이 깃발은 1917년 10월 혁명 이후 폐지되었다. 소비에트 연방은 빨간 배경 왼쪽에 낫과 망치를 넣은 비율 1:2의 깃발을 제정하였고, 소련이 해체될 때까지 사용하였다.
소련 해체 이후 '러시아 연방'이 수립되자 러시아 제국 시절의 국기가 다시 사용되었고, 이전의 국기는 1993년 12월 11일에 채택되었으나, 뒤를 이어 2000년 12월 25일 국기법에 따라 제정되었다.
또한 러시아의 국기의 색상은 훗날 유고슬라비아를 비롯한 여러 슬라브 국가들이 범슬라브색으로 이용한다.

## 옛 국기 목록

모스크바 대공국의 국기 (1283년-1547년)
러시아 차르국의 차르기[3] (1547년-1721년)
러시아의 군함기 (1668년-1693년)
러시아령 아메리카 (1799년-1867년)
러시아 제국의 국기[4] (1721년-1917년)
1:2 비율의 구 소련 국기
러시아 소비에트 사회주의 연방공화국의 국기
1991년부터 1993년까지 사용된 러시아의 국기 (비율 1:2)

## 같이 보기
- 러시아의 기 목록
- 백청백기 (2022년 러시아의 우크라이나 침공에 반대하는 시위 참가자들 사이에서 사용된 기)